# درغير (أيسين)
درغیر (بالفارسية: درگیر) هي قرية تقع في إيران في قسم أيسين الريفي. يقدر عدد سكانها بـ 1,310 نسمة .